# Teorie kategorií
Teorie kategorií je odvětví matematiky zobecňující pohled na matematické struktury a vztahy mezi nimi. Proto je považována za sjednocující teorii, která umožňuje zkoumat spojitosti mezi různými disciplínami, jako jsou například mnohá odvětví matematiky, některé oblasti teoretické informatiky a matematické fyziky.

## Neformální úvod

### Morfismy
Teorie kategorií zkoumá, jaké vlastnosti matematických struktur lze vyslovit či dokázat, pokud nebudeme mluvit o jejich prvcích, ale jen o zobrazeních (morfismech) mezi nimi a jejich skládání. Zobrazení, které prvku {\displaystyle x} přiřadí {\displaystyle g(f(x))}, značíme {\displaystyle g\circ f} (oproti méně časté konvenci, která je značí {\displaystyle f\circ g}).
Příkladem matematické struktury je třída všech pologrup. Pologrupa je množina vybavená asociativní operací, například {\displaystyle [N,+]} (přirozená čísla se sčítáním) či {\displaystyle [Q,*]} (racionální čísla s násobením) atd. 
Morfismem (tj. pologrupovým homomorfismem) z {\displaystyle [N,+]} do {\displaystyle [Q,*]}
- Není zobrazení {\displaystyle f(x)={\sqrt {(}}x)}, protože ne každému přirozenému číslu přiřazuje racionální číslo. Kupř. odmocnina ze dvou není racionální.
- Ani zobrazení {\displaystyle f(x)=x}, protože neplatí, že {\displaystyle f(x+y)=f(x)*f(y)}.
- Ovšem takovým morfismem je např. {\displaystyle f(x)=2^{x}}, protože splňuje obě uvedené podmínky.

Tudíž {\displaystyle f(x)=x} tedy není morfismem z {\displaystyle [N,+]} do {\displaystyle [Q,*]}, ovšem je morfismem z {\displaystyle [N,+]} do {\displaystyle [Q,+]}, tj. do pologrupy racionálních čísel s operací sčítání – což je (z hlediska algebry i teorie kategorií) zcela jiný objekt s jinými vlastnostmi.
Teorie kategorií zkoumá pologrupy tak, že pojmem „objekt“ označí libovolnou pologrupu a pracuje s výroky o objektech a morfismech, které nijak nezmiňují nosnou množinu, její prvky nebo operaci.

### Příklad: Monomorfismus
Například následující dvě definice monomorfismu (tj. injektivního čili prostého morfismu) jsou ekvivalentní, ovšem první z nich vybočuje z rámce teorie kategorií, protože hovoří i o prvcích pologrupy.
- Morfismus z pologrupy {\displaystyle X} do pologrupy {\displaystyle Y} nazýváme „monomorfismus“, pokud pro každé prvky {\displaystyle x\neq y\in X} je {\displaystyle f(x)\neq f(y)}.
- Morfismus z pologrupy {\displaystyle X} do pologrupy {\displaystyle Y} nazýváme „monomorfismus“, pokud pro každou pologrupu {\displaystyle W} a pro každé dva morfismy {\displaystyle g_{1},g_{2}:W\to X} platí, že pokud {\displaystyle g_{1}\neq g_{2}}, pak {\displaystyle g_{1}\circ f\neq g_{2}\circ f} (kolečko označuje skládání zobrazení).

Například zobrazení {\displaystyle f(x)=x^{2}} ze {\displaystyle [Z,*]} (celá čísla s násobením) do {\displaystyle [N_{0},*]} (přirozená čísla včetně nuly, s násobením) je sice morfismus, protože {\displaystyle x^{2}*y^{2}=(x*y)^{2}}, ovšem není prosté, jelikož např. {\displaystyle f(10)=f(-10)}. V kategoriální řeči lze tuto neinjektivnost vyjádřit položením
- {\displaystyle W=[N_{0},*]}
- {\displaystyle g_{1}(x)=x}
- {\displaystyle g_{2}(x)=-x}.

Zde {\displaystyle f\circ g_{2}} je zobrazení, které číslu {\displaystyle x\in N_{0}} přiřadí číslo {\displaystyle (-x)^{2}}, protože nejprve použijeme zobrazení {\displaystyle g_{2}} a na jeho výsledek pak {\displaystyle f}. Platí {\displaystyle g_{1}\neq g_{2}}, protože {\displaystyle g_{1}(10)\neq g_{2}(10)}. Zároveň ale {\displaystyle f\circ g_{1}=f\circ g_{2}}, protože {\displaystyle x^{2}=(-x)^{2}}. Zobrazení jsou si „rovna“ (totožná), pokud každému vzoru („vstupu“) obě přiřadí stejný obraz („výsledek“).
Tento příklad ilustruje, že obě definice monomorfismu jsou totožné. Teorie kategorií tedy dokáže kategoriálními prostředky vyjádřit mnoho vztahů, které běžně definujeme prostředky jinými.

### Kategorie
Kategorie je tedy zadána třídou objektů {\displaystyle Ob} a zobrazením {\displaystyle Hom}, který každé dvojici {\displaystyle X,Y\in Ob} přiřadí množinu morfismů. Morfismy umíme skládat, tj. existuje zobrazení {\displaystyle \circ } takové, že pro {\displaystyle a\in Hom(X1,X2)} a {\displaystyle b\in Hom(X2,X3)} je {\displaystyle b\circ a\in Hom(X1,X3)}. Skládání musí být asociativní a pro každé {\displaystyle X\in Ob} existuje tzv. „identický morfismus“ označovaný {\displaystyle 1_{X}} s vlastností neutrálního prvku (podrobněji níže). 
Ve všech typických kategoriích je touto „identitou“ zobrazení {\displaystyle f(x)=x} a operací {\displaystyle \circ } je skládání zobrazení, ovšem není to nutné: Kategorií je jakákoli čtveřice {\displaystyle [Ob,Hom,\circ ,1]}, která splňuje uvedené výše podmínky.
Morfismy dokonce mohou být jakékoli matematické objekty, nejen zobrazení – to, že morfismy jsou zobrazení, je inspirací pro definici kategorie, nikoli ale podmínkou. Např. každý monoid (tj. pologrupu, jejíž některý prvek se chová jako neutrální) lze chápat jako kategorii s jedním objektem. Monoid {\displaystyle [Z,+,0]}, tj. celá čísla se sčítáním a neutrálním prvkem 0, tvoří kategorii, kde morfismy jsou celá čísla, „identickým morfismem“ je číslo 0 a výsledkem složení morfismu 5 s morfismem 2 je morfismus 7. 
Tato struktura je kategorií, protože splňuje všechny podmínky v definici kategorie. Např. podmínka, že pro každé {\displaystyle X1,X2,X3\in Ob} a {\displaystyle f\in Hom(X1,X2),g\in Hom(X2,X3)} má platit {\displaystyle g\circ f\in Hom(X1,X3)}, je splněna triviálně tím, že množina {\displaystyle Ob} je jednoprvková.
Pak lze definovat, že v libovolné kategorii morfismus z objektu {\displaystyle X} do objektu {\displaystyle Y} nazveme „monomorfismus“, pokud pro každý objekt {\displaystyle W} a pro každé dva morfismy {\displaystyle g_{1},g_{2}:W\to X} platí, že pokud {\displaystyle g_{1}\neq g_{2}}, pak {\displaystyle f\circ g_{1}\neq f\circ g_{2}}.
Dále lze zkoumat, co o monomorfismech platí v každé kategorii, např. zda složením dvou monomorfismů vznikne opět monomorfismus, atd.

## Definice základních pojmů
Kategorie C se skládá z
- třídy objektů ob(C),
- třídy morfismů hom(C). Každý morfismus f má právě jeden zdrojový objekt a a cílový objekt b kde a a b jsou z ob(C). Píšeme f: a → b a říkáme, že „f je morfismus z a do b“. Pomocí hom(a, b) (nebo homC(a, b)) označujeme třídu všech morfismů z a do b.
- Pro každé tři objekty a, b a c je definována operace hom(a, b) × hom(b, c) → hom(a, c) nazývaná skládání morfismů. Složení f : a → b a g : b → c se zapisuje jako g ∘ f nebo gf (někteří autoři také píšou fg nebo f;g). Pro skládání morfismů platí následující dvě vlastnosti
  - (asociativita) pokud f : a → b, g : b → c a h : c → d, tak h ∘ (g ∘ f) = (h ∘ g) ∘ f;
  - (identita) pro každý objekt x existuje morfismus 1x : x → x nazývaný identita na x, a to takový, že pro všechny morfismy f : a → b platí 1b ∘ f = f = f ∘ 1a.

Z definice lze dokázat, že existuje právě jedna identita na každém objektu.
Kategorie je malá kategorie, pokud ob(C) a hom(C) jsou nejen třídy, ale dokonce množiny. Kategorie, která není malá, je velká. Kategorie je lokálně malá kategorie pokud pro každé dva objekty a a b je hom(a, b) množina.
Morfismy se někdy nazývají šipky. Tento název má původ v komutativních diagramech.

## Úvod do teorie
Příkladem kategorie je:
- Kategorie grup, Grp: objektem v této kategorii je jakákoli grupa, morfismem z grupy a do grupy b jsou grupové homomorfismy.
- Kategorie všech množin Set: objektem je jakákoli množina, morfismem z množiny a do množiny b je jakékoli zobrazení, jehož definiční obor je celá množina a a obor hodnot je podmnožinou b.

Teorie kategorií studuje vlastnosti, které lze o matematických strukturách říci, aniž bychom mluvili o jejich prvcích; smíme mluvit jen o objektech, morfismech a skládání morfismů: Pokud f je morfismus z objektu a do b a g je morfismus z b do c, pak existuje složený morfismus g ∘ f z a do c. Toto skládání je asociativní a pro každý objekt a existuje jednotkový morfismus 1a z a do a tak, že f ∘ 1a = f (pro každý morfismus f z jakéhokoli objektu a do b) a podobně 1b ∘ g = g pro každý morfismus z a do b.
Příklad: V kategorii komutativních grup uvažujme grupy Z, Q, R celých, racionálních a reálných čísel. Mějme tato zobrazení
f: Z → Q tak, že f(x) = 10x
g: Q → R tak, že g(x) = 2x
Jedná se skutečně o morfismy v této kategorii, neboť splňují definici grupového homomorfismu. Pak zobrazení h = g ∘ f a j = 1Q vypadají takto:
h(x) = g(f(x)) = 20x pro každé celé číslo x
j(x) = x pro každé racionální číslo x

### Definice pojmů pomocí morfismů
Teorie kategorií definuje pojmy tak, aby nebylo nutné mluvit o prvcích zkoumaných struktur. Například pojem prosté zobrazení je obvykle definován takto: zobrazení f z množiny A do B je prosté, pokud pro každé x,y {\displaystyle \in } A, x {\displaystyle \neq } y , platí f(x) {\displaystyle \neq } f(y).
Obdobný pojem v teorii kategorií zní: Morfismus f z objektu a do b je monomorfismus, pokud pro každý objekt c a morfismy g, h z c do a platí: pokud fg = fh, pak g = h.
V kategorii všech množin jsou monomorfismy právě prostá zobrazení. To lze ilustrovat na tomto příkladu: Budiž f zobrazení ze Z do Q (tedy z celých do racionálních čísel) tak, že f(x) = x2. Toto zobrazení není prosté, protože f(2) = f(-2). Abychom ukázali, že není monomorfismem, zvolme za objekt c množinu {2, -2}. Zobrazení g, h z c do Z zvolme takto:
- g(x) = x
- h(x) = 2

Tato zobrazení nejsou totožná, neboť číslu -2 přiřazují různé hodnoty. Složeniny fg a fh však totožné jsou, neboť oběma prvkům množiny c přiřadí číslo 4.
Stejným způsobem lze o každém zobrazení, které není prosté, ukázat, že v kategorii množin není monomorfismem. Na druhou stranu, pokud zobrazení není monomorfismem, pak pro nějakou množinu c, zobrazení f, g a prvek x {\displaystyle \in } c platí, že g(x) {\displaystyle \neq } h(x), ale f(g(x)) = f(h(x)). Prvky g(x) a h(x) pak dosvědčují, že f není prosté.
Podobným způsobem teorie kategorií definuje pomocí objektů a morfismů (bez odkazů na prvky těchto objektů) mnoho pojmů, jejichž obvyklá definice s prvky pracuje. To umožňuje studovat společné vlastnosti zdánlivě nesouvisejících a navzájem velmi odlišných struktur, které mají sice zcela jiné prvky, ale jejich morfismy vykazují nějakou podobnost.

## Další příklady kategorií
- Kategorie Ord, ve které jsou objekty uspořádané množiny, morfismy jsou monotónní funkce a skládání je skládání funkcí.
- Každá uspořádaná množina (P, ≤) tvoří malou kategorii, ve které jsou objekty prvky P, morfismus z a do b existuje pokud a≤b a skládání je dané jednoznačně, jelikož mezi a a b existuje nejvýše jeden morfismus.
- Každý monoid tvoří malou kategorii s jediným objektem x. Morfismy z x do x jsou prvky monoidu, a skládání morfismů je dáno operací na monoidu.
- Kategorie Top je kategorie nazývaná kategorií topologických prostorů. Objekty této kategorie jsou topologické prostory a morfizmy mezi objekty jsou spojitá zobrazení mezi těmito objekty.
- Pro každou predikátovou teorii je kategorií třída všech modelů této teorie, přičemž morfismy jsou elementární vnoření

Vzhledem k tomu, jak široký okruh struktur lze teorií kategorií popsat, bývá pokládána za nejobecnější a nejabstraktnější z matematických disciplín.

## Historie
Poprvé se kategorie začaly objevovat v pracích Samuela Eilenberga a Saunderse Mac Lana v letech 1942 až 1945 v souvislosti s algebraickou topologií.